# 死刑合憲判決
死刑合憲判決（しけいごうけんはんけつ）とは、1948年（昭和23年）3月12日に日本の最高裁判所大法廷（塚崎直義裁判長）が宣告した判決。死刑制度は日本国憲法第36条で固く禁止された「残虐な刑罰」には該当せず、1947年（昭和22年）に施行された同憲法の下でも違憲ではなく合憲であるという憲法解釈を示した判決であり、死刑制度合憲判決とも呼称される。
この刑事裁判は、1946年（昭和21年）9月16日に広島県佐伯郡吉和村（現: 広島県廿日市市吉和）で同居していた母親と妹を殺害する事件を起こし、尊属殺人・殺人・死体遺棄の罪に問われた被告人の邑神 一行（当時19歳）が広島高裁で死刑判決を受け、上告していたものである。邑神の弁護人は上告趣意書で、死刑制度は憲法第36条に違反する旨を主張していたが、最高裁大法廷は違憲審査の末、憲法第13条および第31条を根拠に死刑制度は合憲であると結論付け、裁判官11人全員一致の意見で、上記の判断から被告人の上告を棄却し、死刑を確定させる判決を宣告した。なお、邑神は最高裁に記録が残る限りでは戦後日本で初めて死刑が確定した少年死刑囚である。
以降はこの判例における憲法解釈が死刑制度存置の根拠とされ、日本の裁判所はこの判例に従って死刑判決を宣告してきたとされている。また福田平 (1985) は、最高裁は死刑の合憲性を肯定した多数の判例を示しているが、この大法廷判決はそれらの中で最も重要な判例であると評している。

## 事件
この判決を言い渡された被告人は、邑神 一行（むらかみ かずゆき、1927年〈昭和2年〉1月10日 - 1949年〈昭和24年〉7月27日）である。彼は事件当時、19歳8か月の少年だった。邑神の本籍地および住居は広島県佐伯郡吉和村字妙音寺原2228番地で、職業は日雇稼だった。
邑神は1946年9月16日未明、自宅で睡眠中の母・ハルノ（当時49歳）と妹・キミヨ（同16歳）を藁打ち槌（重さ一貫匁余り）で撲殺し、2人の死体を自宅近くの古井戸に遺棄する事件を起こした犯人である。

### 事件前
一行は尋常小学校4年生の時に父親と死別して以降、家が貧しかったことから居村の「教龍寺」へ奉公に出された。さらに荒物屋の丁稚・料理店の板場・自動車会社の助手などの仕事を転々としていたが、最後の自動車会社で会社の金を費消したために解雇され、1946年（昭和21年）2月ごろに生家へ帰ってきた。当時、生家では一行の母・ハルノと妹・キミヨが、それぞれ手内職や日稼ぎなどをして乏しい配給生活で糊口を凌いでおり、一行本人も第一審の初公判で、自分たちの家庭では米・麦は一切耕作しておらず、配給生活だったため、自分や妹の日稼による収入だけで生活していたと述べている。しかし一行はもともと板場のような職業に興味を持っていたため、田舎での労働を好まず、自分の力で一家を支えようとする意気込みもなかったため、邑神家は一行の帰宅により、さらに暮らしにくくなった。また一行は食欲旺盛なため、食生活もより一層逼迫したことから、ハルノやキミヨは彼を邪魔者扱いするようになり、家庭内は険悪になっていた。なお一行には兄がいたが、彼は事件当時まだ復員していなかった。
事件の第一通報者である一行の知人男性・乙は、一行は1945年（昭和20年）ごろに働き先から実家に帰ってきて日稼をしていたが、あまり仕事が好きではなく、金遣いも荒いと聞いていた一方、ハルノやキミヨはいずれも大人しく、評判は良かったと証言している。
同年6月ごろ、一行は自宅がそれまで融通を受けていた近所の「住田精米所」から米2斗を盗み出し、大部分を煙草などと交換したことが発覚して検挙された。同事件は起訴猶予処分となったが、一行はそれ以来、これを苦にしたハルノから口癖のように「お前があんなことをしたから世間に恥しい上、住田から米を借りることも出来なくなった」と愚痴を言われ、ハルノはキミヨとともに一行を冷遇するようになった。このため、一行は同年9月13日から14日ごろにかけ、母と妹を殺してしまおうかという気持ちになっていた。

### 事件発生
一行は事件前日の9月15日、友人宅へ遊びに行って17時30分ごろに帰宅したが、2人はそれまでに既に夕食を済ませており、食物は全く残っていなかった。そして、キミヨから「仕事もせずに遊んでいる者は飯を食べなくてもよい」と放言されたことに腹を立て、再び家を出た。その後、一行は23時過ぎに再び帰宅したが、その際にはいつもと異なり、ハルノやキミヨが一行のための床を敷いていなかった。このため一行はいったん床で寝たが、空腹や立腹のあまり寝付けず、夕方の2人からの仕打ちや、日ごろの冷たい態度を思ううちに、いよいよ今夜2人を殺そうと決断した。
そして翌9月16日1時ごろ、一行は自宅納屋から藁打ち槌（重さ一貫匁余り）を持ち出し、熟睡していたハルノの顔面を2度殴打して殺害すると、直後にはキミヨも同様に顔面や頭部を殴って殺害した。そして、2人の死体を自宅東南方数間の地点にあった古井戸内に投げ込んで遺棄した。遺棄現場となった井戸は普段使われていない古井戸で、家の畑の中にあった。鑑定人の香川卓二が1947年2月15日付で作成した鑑定書によれば、ハルノとキミヨの死体はいずれも死後数か月が経過しており、死因は不詳だが、ハルノの前頭部前下方と右上顎骨部、キミヨの右側頭骨鱗状部の前上部と右前頭顴骨連接部にそれぞれ鈍器による打撲で発生したと見られる骨折があり、仮にこれらの損傷が生前に生じたものである場合、2人はいずれも負傷直後に死亡したと思われるという旨の記載がある。

### 事件後
一行は事件後、近所づきあいがあった友人の男性・甲に対し、ハルノとキミヨの2人は山県郡の親族の家に行っていると話していたが、甲は2人が祭りや正月にさえ姿を見せないこと、また山県郡の方にも行っていないことが判明したことから不審に思っていた。一方で2人については、家出保護願いが出されていた。
事件翌年の1947年（昭和22年）1月17日、甲は邑神家に遊びに行ったが、その際に別の友人（乙）も邑神家を訪れていたため、2人は一行に対し、ハルノやキミヨを探さずにいては申し訳ないのではないかと問い詰めた。一行は当初黙り込んでいたが、2人は家の井戸にでも落ちているかもしれないから、一度井戸を見ようと乙から言われ、青ざめた様子で、今晩乙の家へ相談に行くという旨を話した。しかし乙は何となく井戸の中が気になり、甲を誘って一緒に井戸の中を見ることにした。同日18時ごろ、帰り際に乙が何の気もなく井戸の蓋をどけて中を覗いてみたところ、「何か変なものがある」と言ったため、甲が同様に井戸の中を覗いてみたところ、人の死骸らしきものが見つかった。2人に同行していた一行は顔色が悪くなり、最終的には泣き出したため、乙は甲と相談した上で甲に一行を見張っているよう任せ、駐在所へ届け出た。事件を把握した廿日市警察署は一行の引致取り調べを行った一方、18日には一行が母と妹を殺害した嫌疑が濃厚であるとして、広島地方検察庁から実地検証に向かった。一行は同年1月22日、刑法199条（殺人罪）および刑法200条（尊属殺人罪）、死体遺棄罪で起訴された。

## 刑事裁判
被告人・邑神一行の刑事裁判は、旧刑事訴訟法（大正11年法律第75号）に基づいて行われた。同年2月20日に予審が終了した。
第一審の公判は広島地方裁判所刑事第1部（横山裁判長）で開かれ、1947年（昭和22年）5月16日の公判で、邑神は大町検事から死刑を求刑された。同年5月23日、邑神は広島地裁で無期懲役の第一審判決を宣告されたが、同年8月25日には広島高等裁判所で死刑の控訴審判決を宣告された。
邑神の弁護人を務めた西村直人は控訴審判決に対し、憲法違反などを理由に最高裁判所へ上告し、弁護人は上告趣意書で「死刑は最も残虐な刑罰であるから、日本国憲法第36条によって禁じられている公務員による拷問や残虐刑の禁止に抵触している。そもそも『残虐な殺人』と『人道的な殺人』とが存在するというのであれば、かえって生命の尊厳を損ねる。時代に依存した相対的基準を導入して『残虐』を語るべきではない」として、死刑適用の違憲性を主張した。このため、事件については死刑制度が憲法36条に違反するか否かについて憲法解釈が行われることになった。
「残虐な刑罰」の定義については、この判決以降に最高裁大法廷判決（1948年6月23日宣告・刑集2巻7号777頁）で「不必要な精神的、肉体的苦痛を内容とする人道上残酷と認められる刑罰」とされているが、学説上は「刑罰の種類・性質が残虐である場合」「犯罪と刑罰が極端に均衡を失している場合」が問題とされる。そのため、前者の観点からは「死刑そのものは残虐な刑罰に該当するか」「死刑の執行方法（絞首刑）は残虐と言えるか」がそれぞれ問題となり、後者の観点からは「軽微な犯罪に対して死刑を予定・選択することが残虐と言えるか」が問題とされた。

### 大法廷判決
最高裁判所裁判官11人による最高裁大法廷（塚崎直義裁判長）は1948年（昭和23年）3月12日、日本国憲法の主旨と死刑制度の存在は矛盾せず、合憲であるとして、邑神の上告を棄却する判決を言い渡した。これにより、邑神の死刑が確定した。
判決文では「生命は尊貴である。一人の生命は、全地球よりも重い。……憲法第十三条においては、すべて国民は個人として尊重せられ、生命に対する国民の権利については、立法その他の国政の上で最大の尊重必要とする旨を規定している。しかし、同時に……もし、公共の福祉という基本的原則に反する場合には、生命に対する国民の権利といえども、立法上制限ないし剥奪されることを当然予想しているといわねばならぬ。そしてさらに憲法第三十一条によれば、国民個人の生命の尊貴といえども、法律の定める適理の手続によって、これを奪う刑罰を科せられることが、明らかに定められている。すなわち憲法は、現代多数の文化国家におけると同様に、刑罰として死刑の存置を想定し、これを是認したものと解すべきである。」として、社会公共の福祉のために死刑制度の存続の必要性は承認されていると結論付けた。
次いで「残虐な刑罰」と主張した点については、「刑罰としての死刑そのものが、一般に直ちに同条にいわゆる残虐な刑罰に該当するとは考えられない。ただ死刑といえども、他の刑罰の場合におけると同様に、その執行の方法等がその時代と環境とにおいて人道上の見地から一般に残虐性を有するものと認められる場合には、勿論これを残虐な刑罰といわねばならぬから、将来若し死刑について火あぶり、はりつけ、さらし首、釜ゆでの刑のごとき残虐な執行方法を定める法律が制定されたとするならば、その法律こそは、まさに憲法第三十六条に違反するものというべきである。」としている。
なお、この判決には島保・藤田八郎・岩松三郎・河村又介の4裁判官による補充意見と、井上登裁判官の意見が付せられている。
- 島裁判官ら4人の補充意見は、「ある刑罰が残虐であるかどうかの判断は国民感情によつて定まる問題である。而して国民感情は、時代とともに変遷することを免かれないのであるから、ある時代に残虐な刑罰でないとされたものが、後の時代に反対に判断されることも在りうることである。したがつて、国家の文化が高度に発達して正義と秩序を基調とする平和的社会が実現し、公共の福祉のために死刑の威嚇による犯罪の防止を必要と感じない時代に達したならば、死刑もまた残虐な刑罰として国民感情により否定されるにちがいない。かかる場合には、憲法第31条の解釈もおのずから制限されて、死刑は残虐な刑罰として憲法に違反するものとして、排除されることもあろう。しかし、今日はまだこのような時期に達したものとはいうことができない。」としている[46]。
- 井上裁判官の意見は、島裁判官らの補充意見は「何と云つても死刑はいやなものに相違ない、一日も早くこんなものを必要としない時代が来ればいい」といったような思想ないし感情が基になっているのであろうと推察した上で、「この感情に於て私も決して人後に落ちるとは思はない、しかし憲法は絶対に死刑を許さぬ趣旨ではないと云う丈けで固より死刑の存置を命じて居るものでないことは勿論だから若し死刑を必要としない、若しくは国民全体の感情が死刑を忍び得ないと云う様な時が来れば国会は進んで死刑の条文を廃止するであろうし又条文は残つて居ても事実上裁判官が死刑を選択しないであろう、今でも誰れも好んで死刑を言渡すものはないのが実状だから。」とする[47]。

## 大法廷判決後
かくして邑神は死刑確定者（死刑囚）となり、1949年（昭和24年）7月27日に福岡刑務所で死刑を執行された（22歳没）。死刑執行当時の法務大臣は殖田俊吉であった。邑神には収監中に交流していた人物はおらず、死刑執行後に彼の遺体を引き取る者もいなかったため、遺体は九州大学医学部へ献体された。
村野薫 (1990) によれば、かつて広島矯正管区内で死刑が確定した死刑確定者は広島刑務所に収監されていたが、1949年（昭和24年）4月2日から約1年間にわたり、広島刑務所在監の死刑確定者は同刑務所の刑場（死刑執行設備）新改築のため、収監・死刑執行とも当時刑場を有していた福岡刑務所で行われており、それに伴う福岡刑務所への死刑確定者の移送は「福岡送り」と呼ばれていた。その後、広島矯正管区内の死刑確定者は1951年（昭和26年）から現在の広島拘置所へ収監されるようになったが、その一方で1957年（昭和32年）までに広島拘置所に収監されていた死刑確定者は同年までに全員が死刑を執行され、1959年（昭和34年）までは同所の死刑確定者は不在になっていた。
この判決以降、2018年（平成30年）時点までに日本の裁判所は死刑の合憲性・違憲性について、新たな判断を示していない。なお、1993年（平成5年）9月21日には最高裁第三小法廷（園部逸夫裁判長）で言い渡された半田保険金殺人事件の上告審判決（控訴審の死刑判決に対する被告人側の上告を棄却）では、大野正男裁判官が補足意見で、この大法廷判決から45年が経過し、その間に死刑制度とその運用に著しい変化がある。しかし、死刑に対する国民の意識・感情について（各種世論調査などの結果を踏まえ）検討すると、我が国民の多くは、今日まで死刑制度の存置を希望してきており、死刑廃止を基本的に支持する者の中でも、即時全面廃止を支持する者は少なく、その多くは死刑の漸次的廃止を支持しているとみられると指摘した。その上で、大野は「死刑適用の一般的基準については『各般の情状を併せ考察したとき、その罪責が誠に重大であって、罪刑の均衡の見地からも一般予防の見地からも極刑がやむをえないと認められる場合』と判示されている。このように、裁判所は死刑を極めて限定的にしか適用していないが、なおその厳格な基準によっても死刑の言渡しをせざるを得ない少数の事件が存在しているというのが我が国の現状である。」と指摘し、「我が国民の死刑に対する意識にみられる社会一般の寛容性の基準及び我が国裁判所の死刑の制限的適用の現状を考えるならば、今日の時点において死刑を罪刑の均衡を失した過剰な刑罰であって憲法に反すると断ずるには至らず、その存廃及び改善の方法は立法府にゆだね、裁判所としては、前記のように死刑を厳格な基準の下に、誠にやむを得ない場合にのみ限定的に適用していくのが適当である」と結論づけている。
また絞首刑の合憲性については東京地裁民事第2部（浅沼裁判長）が1960年9月28日、現行の死刑執行方法たる絞首刑は憲法第31条に違反するとして、自身には死刑執行を受ける義務がないとして、その事実の確認を求めた死刑確定者（当時29歳、宮城刑務所在監）の請求（死刑受執行義務不存在確認請求）を棄却する判決を宣告した。同訴訟の原告である死刑確定者は、1949年10月1日夜、長野県南安曇郡穂高町（現：安曇野市）で農業の男性宅に押し入り、日本刀で一家4人を殺害して腕時計など数十点を奪ったとして、第一審（長野地裁松本支部）、控訴審（東京高裁）で死刑判決を受け、死刑は残却な刑罰を禁止した憲法第36条に違反するとして最高裁へ上告していたが、1958年5月に上告棄却の判決を言い渡され、死刑が確定していた。原告は訴状で、死刑執行方法を絞首と定めた規定は明治6年の太政官布告しかなく、同布告は新憲法で無効になっている上、自分の体重で首を絞めるのは絞首ではなく縊首であるなどの理由から、死刑執行は憲法第31条に違反すると主張、死刑受執行義務不存在確認に加え、判決まで死刑執行の停止を求める仮処分を申請していたが、同地裁は死刑執行についての明確な準則を規定すべきとして現行法規の不備を指摘したものの、死刑執行の具体的な細目までことごとく法律によるものと解すべきではないとして、死刑確定者の訴えを棄却した。なおこの行政訴訟は最高裁まで跳躍上告されたが、別の強盗殺人事件で死刑判決を受け、同様の理由で絞首刑の違憲性を主張して上告していた2被告人の刑事訴訟で、最高裁大法廷（横田裁判長）が1961年7月19日に「太政官布告は法律と同様の能力を持つもので、現在も生きている」として上告棄却の判決を言い渡しており、この大法廷判決によって行政訴訟も上告棄却となる公算が強くなったと報じられている。また、これに先んじて1956年11月にも最高裁第一小法廷で、絞首刑は残虐な刑罰に当たらないという判断が示されている。

## 反応・評価
この大法廷判決は死刑およびその執行方法（絞首刑）の合憲性を肯定した判例として、2019年（令和元年）時点でもなお重要な判例とされている。最高裁第二小法廷は1983年（昭和58年）7月8日、連続ピストル射殺事件の被告人・永山則夫に対し言い渡した第一次上告審判決で死刑選択の可否を判断する基準を明示したが、その判決などでもこの大法廷判決が判例として踏襲されている。一方で大法廷判決当時は、邑神が起こした事件そのものに関する社会的関心は低く、日本国民の死刑に対する関心は一般犯罪よりもむしろ戦争犯罪の方に向いていた。
弁護士の六車明は2018年、井上がこの大法廷判決で、「一日も早くこんなもの（死刑制度）を必要としなくなる時代が来ればいい」と述べたことに言及した上で、それから70年が経過した2018年時点でもなお死刑制度を支持する世論が根強いことについてはは、大法廷判決当時の国内情勢（GHQ占領下の戦後復興期）から70年が経過してもなお、4人の裁判官が指摘したような「公共の福祉のために死刑の威嚇による犯罪の防止を必要と感じない時代」には至っていないということであり、その理由としては日本社会が経済優先を本質とする社会だったことなどが挙げられるだろうと指摘している。
一方、罪刑均衡の観点から死刑そのものが「残虐な刑罰」に該当するか否かについては判断されていないが、後義輝 (1993) は最高裁が「瞬間的に致命傷が加えられ、瞬間的に決定的な意識剥奪が行われて確実な死が速やかに招来されるに至ったことは、死刑の進化・人道化である」としていることについて触れ、死刑の残虐性の中枢は生命剥奪、および「確実な死が絶対的に強制される」ことに起因する精神的苦痛という点にあり、こうした見解こそ死刑における受刑者の生命剥奪およびそれと不可分一体の精神的苦痛、その経験の残虐性というものへの恐るべき無知・独断を示しているものであって、生命剥奪そのものが残虐である限りは最高裁が考えている「残虐でない死刑執行方法」などそもそも存在しないと指摘している。
また、大法廷判決後の同年11月12日に極東国際軍事裁判で東條英機らA級戦犯7名が死刑判決を受け、12月23日に巣鴨プリズンで絞首刑となっているため、当時日本を占領・統治していたGHQが日本の元戦争指導者達を死刑にしようとしていた中、死刑制度を違憲とすることはできなかったのではないかとの指摘もある。

## その他
アメリカ合衆国の連邦最高裁は1976年7月2日（ワシントンD.C.現地時間）、死刑は憲法が規定する残酷かつ異常な処罰には当たらず合憲であるという判決を言い渡したが、この判決も「死刑合憲判決」と呼称される。連邦最高裁は1972年6月、当時死刑を定めていた連邦と36の州、コロンビア特別区（ワシントンD.C.）のすべての刑法の規定について、死刑についての各刑法の定め方に統一性がなく、裁判官・陪審員の裁量の幅も非常に大きいことを理由に、死刑が非常に恣意的に科される傾向があり、憲法で保障されている法の下の平等に反するとして違憲判断を下しており、また1967年以降、全米では死刑執行が一度も行われていなかった。しかしその後も、アメリカ国内で凶悪犯罪が増加の一途をたどる中でアメリカ国民が強い法の執行、死刑の存続を求めていたという事情があり、それがこの死刑合憲判決の背景にあると評されている。この判決以降、1977年からアメリカでは死刑執行が再開され、またいったん死刑を廃止した州が死刑を復活させることも相次ぎ、2000年時点では連邦政府や軍に加え、38州に死刑制度があった。